# Elbit Systems
Elbit Systems Ltd. és una de les principals empreses fabricants de materials electrònics de Defensa a Israel. Creada l'any 1966, i amb seu a la ciutat de Haifa, Israel, Elbit compta amb prop de 5.000 empleats. Elbit també té presència en el territori dels Estats Units d'Amèrica: a Talladega (Alabama), a Merrimack (New Hampshire), i a Fort Worth (Texas), situant-se en aquesta última les oficines centrals que coordinen les seves filials nord-americanes.
En 2005, va crear conjuntament una companyia al Regne Unit amb Thales, la UAV Tactical Systems Ltd. (O-TacS), de cara al desenvolupament del UAV Watchkeeper WK450 per servir en l'Exèrcit Britànic. La subsidiària d'Elbit, EFW, també va crear conjuntament d'una companyia amb Rockwell Collins, la Visió Systems International (VSI).
Elbit cotitza en el Mercat de Valors de Tel-Aviv així com en el NASDAQ, és un dels majors fabricants de productes electrònics de defensa. L'empresa fou creada l'any 1966, i té la seu central a Haifa, a l'Estat d'Israel, té més d'11,000 treballadors al món.
Elbit i les seves filials contribueixen de forma directa com a proveïdors dels Ministeris de Defensa per mitjà de vehicles aeris no-tripulats (UAV), i a través del subministrament de sistemes de vigilància electrònica per al control de les fronteres.
Compta amb una gran experiència de camp. Per exemple, Els UAV's de l'empresa Elbit poden ser venuts al mercat mundial com a equipament “provat en combat” la qual cosa els fa més atractius i, per tant, la seva adquisició per als exèrcits d'altres països. De la mateixa forma, l'experiència guanyada per la construcció i manteniment de voltes de seguretat a Israel, va contribuir de forma directa al fet que Elbit guanyés el contracte per proveir la tecnologia per la prop de la frontera entre els EUA i Mèxic.

## Història

### Primers passos – la divisió dins de Elron
Elbit System va ser fundada per Elron Electronic Industries, la qual combinava l'experiència en disseny de computadors especials dins de l'Institut de Recerca de Defensa del Ministeri de Defensa d'Israel amb l'experiència d'Elron en el disseny, producció i administració de productes electrònics (inicialment sota el nom Elbit Computers). De forma continuada Elbit es va expandir desenvolupant i donant suport logístic al llançament d'armes, i sistemes de navegació per a la majoria de les aeronaus israelianes. D'aquesta manera es va establir un pack de combat aeri per a l'avió de combat IAI Lavi, i es va produir un sistema de control de foc per al tanc Merkava.
En 1996, Elbit es va dividir en tres empreses independents:
Elbit Medical Imaging – Entre 1999 i el 2000 Elscint (una altra filial d'Elron) i Elbit Medical Imaging van vendre les seves activitats de formació d'imatges a General Electric Medical Systems i a Philips Medical Systems per aproximadament 600 milions de dòlars.
Elbit Systems – Creada com el braç d'equips electrònics de defensa d'Elbit, l'empresa va tenir en primera instància una oferta pública en la borsa de NASDAQ i va acabar el seu primer dia amb accions per valor de $7.74 (el 25 d'agost de 2009 va aconseguir el seu màxim històric amb un valor de $70,69).
Elbit – El qual es va enfocar en activitats de comunicació i en 1999 va liderar el consorci que va fundar Partner Communications Company Ltd, la primera operadora de Sistemes Mundials de Cel·lulars (GSM per les seves sigles en anglès). En el 2002 Elbit va ser fusionada a Elron. Elron va vendre les seves accions en Partner entre el 2003 – 2006 per aproximadament $160 milions.

### Fusió amb El-Op
En el 2000 Elbit Systems es va fusionar amb El-Op (empresa controlada per l'actual president, Michael Federmann), creant la major empresa no governamental d'equips electrònics de defensa a Israel, augmentant el valor d'Elbit Systems que en el 2004 va permetre a Elron vendre les seves accions en Elbit Systems per aproximadament $200 milions. Seguint la fusió amb El-Op, Michal Federmann va sorgir com el major accionista de tots dos grups.

### Adquisició de Elisra
Elisra Group és un fabricant israelià de sistemes electronics i òptics anteriorment propietat d'Elbit Systems (70%) i d'Israel Aerospace Industries (IAI) (30%), tanmateix Elbit va adquirir part d'IAI per 24 milions de dolars, i Elisra ara és una empresa subsidiària d'Elbit.

### Principals subsidiàries
Les principals subsidiàries i empreses afiliades a Elbit, inclouen Elbit Systems Electro-Optics Industries Elop, Cyclone Aviation Product (Cyclone), Tadiran Communication, Silver Arrow, Ortek i Elisra. Entre els productes produïts per Elbit es troben la computadora tàctica, i el UAV Elbit Hermes 450.

## Presència mundial

### Brasil
Aeroelectrónica (AEL) és una empresa brasilera que té més de dues dècades d'experiència en la indústria de defensa. L'any 2001 AEL es va fusionar i des d' aleshores forma part de Elbit Systems Group.

### EUA
Elbit és propietària de diverses empreses als EUA per mitjà de la seva subsidiària Elbit Systems of America (ESA):
- ESA a Fort Worth, Texas (les dependències d'EFW també són les oficines d'ESA): Les seves instal·lacions inclouen cambres anaerobiques, equipaments de mesura, laboratoris, i circuits de proves.
- ESA a Tallega, Alabama: produeix sistemes electro-optics, radars, sensors, antenes, processadors, pantalles, i sistemes de tir. Desenvolupa components vitals per l'èxit operacional de les plataformes d'armament més sofisticades actualment en servei com ara els caces F-5, F-15, F-16, F-18, F-35, l'helicòpter AH-64 Apache, i el vehicle de combat blindat Bradley M2.

- Kollsman a Merrimack, Nou Hampshire: és un proveidor de sistemes de visió millorada, pantalles, sistemes de pressurització de cabines, instruments aeronautics, i equipament de proves.[4]
- Innovative Concepts Inc, a McLean, Virgínia: és una empresa dedicada al desenvolupament de la tecnologia de les comunicacions, i està especialitzada en la recerca, el disseny, el desenvolupament, la producció, i el suport de les comunicacions sense cable i la transmissió de dades.
- VSI a San José, Califòrnia (empresa conjunta amb Rockwell Collins, abans coneguda com a Vision Systems International)
- M7 Aerospace a San Antonio, Texas: empresa aeronautica especialitzada en el manteniment i la reparació d'aeronaus.

### Regne Unit
En el 2005 Elbit va establir una empresa conjunta al Regne Unit amb Thales, UAV Tactical Systems Ltd, desenvolupant el Watchkeeper WK450 per a l'Exèrcit Britànic. El 7 de desembre de l'any 2007 va ser anunciat que QuinetiQ LSE se sumaria al programa com subcontractista per a proveir el servei de proves a Park Aberporth, a l'oest de Gal·les.

### Argentina
La República Argentina va signar un contracte amb Elbit Systems per realitzar una modernització dels seus tancs TAM (Tanc argentí Mitjà). Es planeja fer les següents millores:
- Nova torreta més espaiosa que permeti emmagatzemar més munició.
- Càmeres infraroges.
- Nous sistemes de comunicació.
- Càmeres i pantalles de colors per intercanviar la informació amb els altres vehicles en el camp de batalla.
- Més planxes de blindatge.
- Contramesures electròniques.
- Un sistema per dissipar la calor del canó i evitar el seu reescalfament.
- Motor elèctric d'emergència.

## Indústria aeronàutica

### Vehicles Aeris No Tripulats (VANT)
Elbit dissenya i proveeix sistemes per aeronaus no tripulades amb una gran gamma d'aplicacions. Dissenyen i produeixen una varietat de plataformes VANT, incloent-hi el UAV Hermes i la família de VANT Skylark. Elbit també dissenya i proveeix elements de comandament i control que poden ser adaptats per a diversos tipus de sistemes d'aeronaus no tripulades. Dissenya i produeix motors, enllaços de dades i sistemes de comunicació. La tecnologia dels sistemes de les aeronaus també ha estat usada per als vehicles no tripulats de terra, i els vehicles amfibis no tripulats.

### Aeronaus militars i sistemes per a helicòpters
Elbit compta amb sistemes òptics i electrònics, i amb productes per a productors i usuaris d'aeronaus militars. Els sistemes i els productes estan dissenyats per augmentar la capacitat operativa, i estendre els cicles de vida de les aeronaus. El sistema naval d'Elbit inclou sistemes de combat naval, sistemes d'integració de combat d'abordatge, sistemes d'observació naval electronics i òptics, entrenadors navals tàctics, sistemes de mesurament electrònic de superfície i per a submarins.

### ProjecteCAPECON
Elbit, és part del projecte anomenat CAPECON (en anglès: Aplicacions civils i efectivitat econòmica de la potencial configuració de vehicles aeris no tripulats). El seu objectiu és fer volar vehicles aeris no tripulats a l'espai aeri civil europeu a partir de l'any 2015. Per dur a terme la lluita contra el terrorisme, la Unió Europea va decidir que les empreses d'armes podien rebre finançament per a la recerca i la seguretat. Deu dels primers 45 projectes descrits per la UE com a “recerca per a la seguretat” han involucrat a empreses, acadèmics, o institucions de l'Estat d'Israel.